# Ōtake (Hiroshima)
Ōtake (大竹市 Ōtake-shi?) es una ciudad localizada en la prefectura de Hiroshima, Japón. En junio de 2019 tenía una población estimada de 26.796 habitantes y una densidad de población de 341 personas por km². Su área total es de 78,66 km².

## Geografía

### Localidades circundantes
- Prefectura de Hiroshima
  - Hatsukaichi
- Prefectura de Yamaguchi
  - Iwakuni
  - Waki

## Demografía
Según los datos del censo japonés, esta es la población de Ōtake en los últimos años.
| Año del censo | Población |
| ------------- | --------- |
| 1995          | 32.850    |
| 2000          | 31.405    |
| 2005          | 30.279    |
| 2010          | 28.836    |
| 2015          | 27.865    |